# Обвиняемые (фильм)
«Обвиняемые» (англ. The Accused / фр. Appel à la justice, 1988) — американская юридическая драма 1988 года, десятый полнометражный фильм режиссёра Джонатана Каплана и сценариста Тома Топора, снятая по мотивам группового изнасилования Шерил Араужо в 1983 году в Нью-Бедфорде, штат Массачусетс. В главных ролях снимались Джоди Фостер, Келли Макгиллис, Берни Коулсон, Лео Росси, Энн Хирн, Кармен Аргензиано, Стив Энтин и Том О'Брайен. Фильм рассказывает о Саре Тобиас (Фостер), молодой официантке, которую трое мужчин изнасиловали в местном баре. С помощью окружного прокурора Кэтрин Мерфи (Макгиллис) она собирается привлечь к ответственности насильников, а также мужчин, которые помогли спровоцировать нападение. Основные съёмки начались в Ванкувере 27 апреля 1987 года и завершились 22 июня.
Премьера фильма «Обвиняемые» состоялась на 39-м Берлинском международном кинофестивале, где он был номинирован на Золотого медведя, и был показан в кинотеатрах США 14 октября 1988 года. Фильм вызвал много споров после выхода в прокат из-за графического изображения группового изнасилования. Несмотря на это, фильм получил широкое признание критиков, многие из которых высоко оценили игру актёров и достоверное изложение сюжета. Национальный совет по рецензированию признал его третьим лучшим фильмом года. Фильм был признан одним из первых мейнстримных фильмов, рассказывающих об ужасах изнасилования и его последствиях для жизни жертвы. Игра Фостер ознаменовала ее прорыв к ролям для взрослых, завоевав множество наград, включая премию «Оскар» за лучшую женскую роль на 61-й церемонии.

Слоган фильма: 
«The first scream was for help. The second is for justice.»
(Первый крик был о помощи. Второй — о справедливости.)

## Сюжет
18 апреля 1987 года 24-летняя официантка Сара Тобиас подвергается жестокому групповому изнасилованию тремя мужчинами в местном баре, в то время как несколько посетителей наблюдают за происходящим и подбадривают насильников. Окружной прокурор Кэтрин Мёрфи назначается на это дело. Хотя есть веские физические доказательства, подтверждающие изнасилование Сары, Кэтрин чувствует, что Сара не станет надёжным свидетелем, если дело дойдёт до суда из-за её неоднозначного прошлого и кокетливого поведения с мужчинами до нападения на неё. Она соглашается на сделку о признании вины, позволяющую трём насильникам признать себя виновными в менее серьёзном преступлении — безрассудном подвергании опасности, тяжком преступлении без сексуального преступления, и отсидеть девять месяцев в тюрьме. Сара возмущена и чувствует себя преданной решением Кэтрин, поскольку она хочет иметь возможность рассказать свою историю.
Несколько месяцев спустя Сара подвергается преследованиям на парковке со стороны одного из мужчин, наблюдавшем и поощрявшем её изнасилование. В ответ она врезается на своей машине в его грузовик, что приводит к её госпитализации. Кэтрин чувствует себя виноватой за то, что не дала Саре выбора довести её дело до суда и предложила её насильникам сделку о признании вины. Она решает привлечь к ответственности мужчин, которые хлопали и подбадривали во время нападения Сары, за подстрекательство к преступлению. Если её признают виновной, изнасилование будет зафиксировано, что аннулирует сделку о признании вины, и её насильники отсидят 5 лет в тюрьме. 
Когда дело передаётся в суд, Сара наконец может дать показания о том, что произошло в ночь её нападения. Тем временем Кэтрин изучает доказательства и находит запись звонка по номеру 911, в котором молодой человек сообщает об изнасиловании Сары. Она узнаёт, что звонившим был Кеннет Джойс, студент колледжа, который присутствовал в тот вечер в баре. Сначала неохотно, но он соглашается дать показания в пользу обвинения, рассказывая, как обвиняемые мужчины подбадривали и подстрекали насильников, когда они жестоко издевались над Сарой. Трое мужчин признаны виновными в преступном подстрекательстве, и в результате насильники будут отбывать дополнительный срок в тюрьме. Сара покидает зал суда с торжествующей Кэтрин. 
Фильм заканчивается заголовком, гласящим: «В Соединённых Штатах каждые шесть минут сообщается об изнасиловании. Каждая четвёртая жертва изнасилования подвергается нападению двух или более человек».

## В ролях
- Джоди Фостер — Сара Тобиас
- Келли МакГиллис — Кэтрин Мёрфи, заместитель прокурора
- Лео Росси — Клиф «Скорпион» Альбрект
- Берни Коулсон — Кен Джойс
- Энн Хирн — Салли Фрейзер
- Кармен Аргензиано — Д. А. Пол Рудольф
- Стив Энтин — Боб Джойнер
- Том О’Брайэн — Ларри
- Питер Ван Норден — прокурор Полсен
- Терри Дэвид Маллиган — лейтенант Дункан
- Вуди Браун — Дэнни
- Скотт Полин — прокурор Вонрайт
- Ким Кондрашофф — Курт
- Стивен Е. Миллер — Полито
- Том Хитон — бармен Джесс
- Эндрю Кавадас — обвиняемый Мэтт Хейнс
- Том МакБит — обвиняемый Сту Холлоуэй

Производство и прокат «Paramount Pictures». На видео и DVD кинофильм выпустило подразделение компании — «Paramount Home Video» в 1989 и 2002 годах соответственно.

## Премии и номинации
- 1988 — премия Национального совета кинокритиков США за лучшую женскую роль (Джоди Фостер)
- 1989 — премия «Оскар» за лучшую женскую роль (Джоди Фостер)
- 1989 — премия «Золотой глобус» за лучшую женскую роль в драме (Джоди Фостер)
- 1989 — премия Давида ди Донателло лучшей зарубежной актрисе (Джоди Фостер)
- 1989 — премия Канзасской ассоциации кинокритиков за лучшую женскую роль (Джоди Фостер)
- 1989 — премия Нью-Йоркской ассоциации кинокритиков за лучшую женскую роль (Джоди Фостер, 2-е место)
- 1989 — номинация на премию Ассоциации кинокритиков Чикаго за лучшую женскую роль (Джоди Фостер)
- 1989 — номинация на премию «Золотой медведь» Берлинского кинофестиваля за лучшую режиссуру (Джонатан Каплан)
- 1990 — номинация на премию BAFTA за лучшую женскую роль (Джоди Фостер)

## Интересные факты
Общие сборы в США составили $32 000 000.